# Cyanotis caespitosa
Cyanotis caespitosa là một loài thực vật có hoa trong họ Commelinaceae. Loài này được Kotschy & Peyr. mô tả khoa học đầu tiên năm 1867.